# Dzień Nieprzejednania
Dzień Nieprzejednania (ros. День непримиримости) – święto antykomunistycznej emigracji rosyjskiej obchodzone od początku lat 30. XX wieku w różnych krajach świata.

## Historia
W październiku 1927 r. przewodniczący Synodu Biskupiego Rosyjskiej Cerkwi Prawosławnej poza granicami Rosji metropolita Antoni wydał odezwę „W sprawie bolesnego dziesięciolecia zdobycia władzy w Rosji przez bolszewików”. Na jej podstawie pojawił się wkrótce pomysł obchodzenia dnia 7 listopada jako Dnia Nieprzejednania. Początkowy odzew u większości emigracji rosyjskiej był słaby, zwłaszcza że środowiska wojskowe obchodziły już 15 listopada jako Dzień Utworzenia Armii Ochotniczej i Zrodzenia Ruchu Białych. W październiku 1930 r. Rosyjski Komitet Społeczny w Polsce zwrócił się z apelem do ogółu antybolszewicko nastawionych emigrantów rosyjskich o ustanowienie Dnia Nieprzejednania. W Warszawie co roku odbywały się odtąd uroczyste zebrania z udziałem przedstawicieli organizacji emigracyjnych z innych krajów, połączone z nabożeństwami w intencji zbawienia Rosji. Odbywały się one w każdą pierwszą niedzielę przypadającą po 7 listopada. Po kilku latach Dzień Nieprzejednania wrósł jednak w tradycję całej białej emigracji rosyjskiej. 7 listopada 1937 r. w Sarajewie z inicjatywy Wiktora M. Bajdałakowa, przewodniczącego Narodowo-Ludowego Związku Nowego Pokolenia (NTSNP), odbyły się z dużym rozmachem uroczystości Dnia Nieprzejednania. Odtąd uroczystości takie miały miejsce co roku. W okresie II wojny światowej z oczywistych przyczyn nie odbywały się one. W pierwszych latach powojennych alianci również nie zezwalali na obchodzenie Dnia Nieprzejednania jako święta o charakterze antysowieckiej demonstracji. W zamian za to emigranci rosyjscy obchodzili inne uroczystości. Po raz pierwszy 26 października 1947 r. w Ratyzbonie w Bawarii działacze Organizacji Rosyjskich Młodych Wywiadowców zorganizowali uroczystość pod nazwą „Tragedia Rosji”, nawiązującą do tradycji zakazanych Dni Nieprzejednania. Pojawiły się one dopiero w I poł. lat 50. XX wieku w różnych miastach zachodniej Europy. Uczestniczyły w nich organizacje zarówno „starej”, jak też „nowej” emigracji. Szczególnie uroczyście Dni Nieprzejednania obchodzono w 50-lecie rewolucji bolszewickiej, czyli 7 listopada 1967 r. W Rosji pierwszy raz takie uroczystości odbyły się 7 listopada 1990 r. w Leningradzie z inicjatywy stowarzyszenia historyczno-patriotycznego „Russkoje znamia”.
W listopadzie 2009 grupa rosyjskich organizacji antykomunistycznych zgłosiła propozycję ustanowienia 7 listopada Międzynarodowym Dniem Pamięci Ofiar Komunizmu.